# Pornographie gay
Pour des articles plus généraux, voir Pornographie et Pratiques sexuelles entre hommes.
La pornographie gay consiste en la représentation d'actes sexuels entre hommes uniquement, dans le but d'exciter sexuellement. La pornographie homosexuelle désigne aussi bien la représentation de relations lesbiennes qu'entre hommes, le terme de « pornographie gay » désigne majoritairement les représentations de l'homosexualité masculine, destinées principalement à un public d'hommes homosexuels ou bisexuels. 
En général, la pornographie a reflété l'hétérosexualité de la culture dominante ; par contre, les représentations homosexuelles ont une longue histoire qui remonte jusqu'à l'Antiquité grecque, voire la préhistoire. Divers médias ont été utilisés pour représenter la sexualité entre hommes, quoique de nos jours l'industrie du porno gay se concentre majoritairement sur la création de vidéos. 
Le porno gay constitue une très grande portion de l'industrie pornographique. Il a attiré moins d'attention que le porno hétéro dans les débats anti-pornographie et est souvent considéré comme une force significative dans la culture gay.

## Histoire

### Des années 1940 aux années 1960

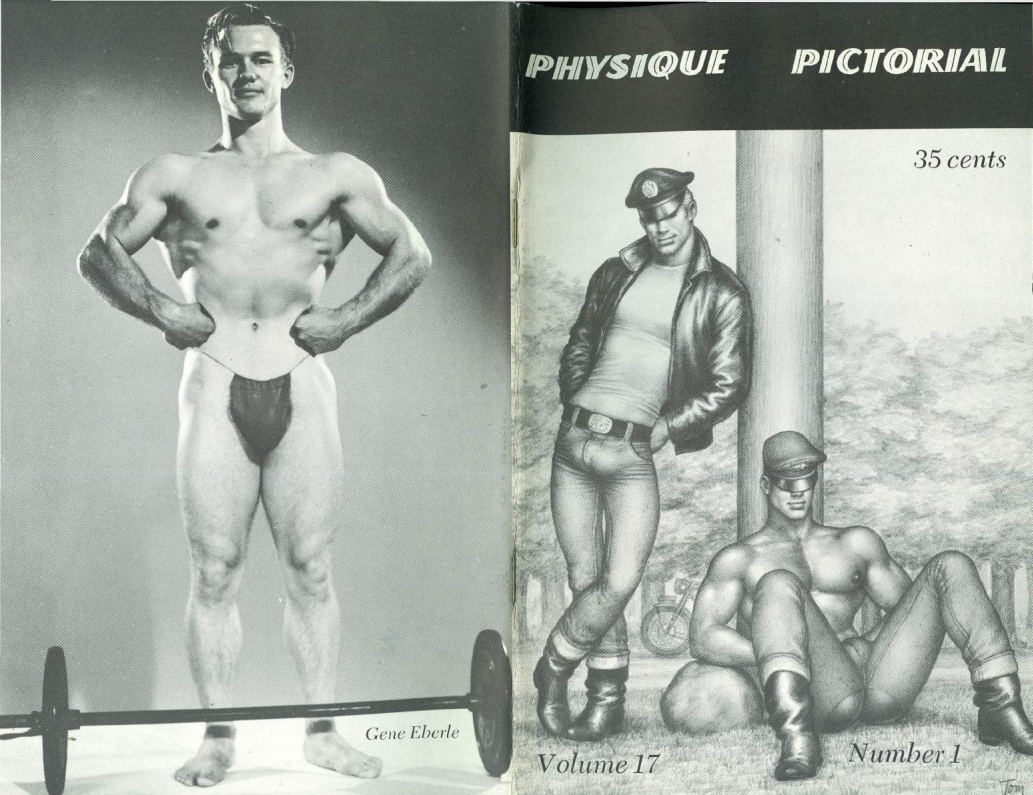
Edition de juillet 1968 de Physique Pictorial représentant deux imageries typiques de la pornographie et de l'érotisme gay : bodybuilder à gauche, dessin de Tom of Finland à droite

L'homosexualité était interdite dans plusieurs États américains, et la pornographie aussi. Les images pornographiques étaient surtout des dessins diffusés sous le manteau, comme ceux de Tom of Finland ou Jean Cocteau, et des photographies de culturistes dans les magazines spécialisés (surnommés Beefcake magazines).
L'un de ces magazines, Athletic Model Guild (AMG) fondé par le photographe Bob Mizer en 1944 à Los Angeles, est connu pour son homoérotisme. Un docu-fiction a été réalisé sur ce magazine : Beefcake (Thom Fitzgerald, 1999).
Dans les années 1960, ce sont des films expérimentaux qui contiennent des scènes entre hommes ou expriment des fantasmes homosexuels, par exemple, Scorpio Rising (1963) de Kenneth Anger, My Hustler d'Andy Warhol (1965), ou Flesh (1968) de Paul Morrissey.

### Libération sexuelle
Les lois américaines permettent de commercialiser les films pornographiques. Le premier film connu est Boys in the Sand de Wakefield Poole, avec Casey Donovan, première star de porno gay, en 1971.
Les films sont diffusés dans les cinémas pornographiques. Ils reflètent leur époque, les lieux de rencontres comme les plages, les saunas (glory hole). Les pratiques sexuelles sont très libres, non protégées puisque le sida n'a pas fait son apparition (sodomies sans préservatif, sperme avalé).
Avec la libération sexuelle des années 1970, des magazines érotiques montrant des hommes nus pour les femmes, qui intéressent aussi les hommes homosexuels. Il faut attendre 1979 pour la parution de Gai pied.

### Années 1980: le sida et la vidéo
La technologie de la vidéo a transformé l'industrie pornographique. Les vidéos sont devenus facilement accessibles. Le réalisateur Jean-Daniel Cadinot commence à tourner de nombreux films considérés comme de qualité par rapport à la production dominante. De grandes sociétés de production s'imposent, comme Falcon Videos.
L'apparition du sida a énormément affecté la vie des homosexuels. Il est devenu plus sûr de regarder des vidéos dans les sex-shops ou chez soi. Le préservatif et le safe sex s'est imposé, et les godemichets prennent une autre dimension. Des acteurs, touchés par le sida, décèdent, comme Casey Donovan, Al Parker ou John C. Holmes.
Les pratiques sexuelles changent dans le cinéma porno, mais il rencontre de plus en plus de succès. Les hommes ont une apparence jeune et musclée, et les acteurs se divisent en « actifs » (top en anglais) et « passifs » (bottom en anglais). Dans les grands studios (Falcon, Colt) et chez certains réalisateurs (comme Chi Chi LaRue), les images et la réalisation sont de qualité, les acteurs sont des professionnels bodybuildés et bien membrés. Pour les assister, ils peuvent avoir un fluffer qui les met en érection pour une scène. Certains acteurs ont beaucoup de succès comme Jeff Stryker ou Joey Stefano. Les acteurs actifs se prétendent souvent hétérosexuels, on les nomme les « gay for pay » (homosexuels pour de l'argent, la rémunération des acteurs dans le porno gay étant généralement supérieure à celle des acteurs dans les productions hétérosexuelles).

### Années 1990: diversification du marché

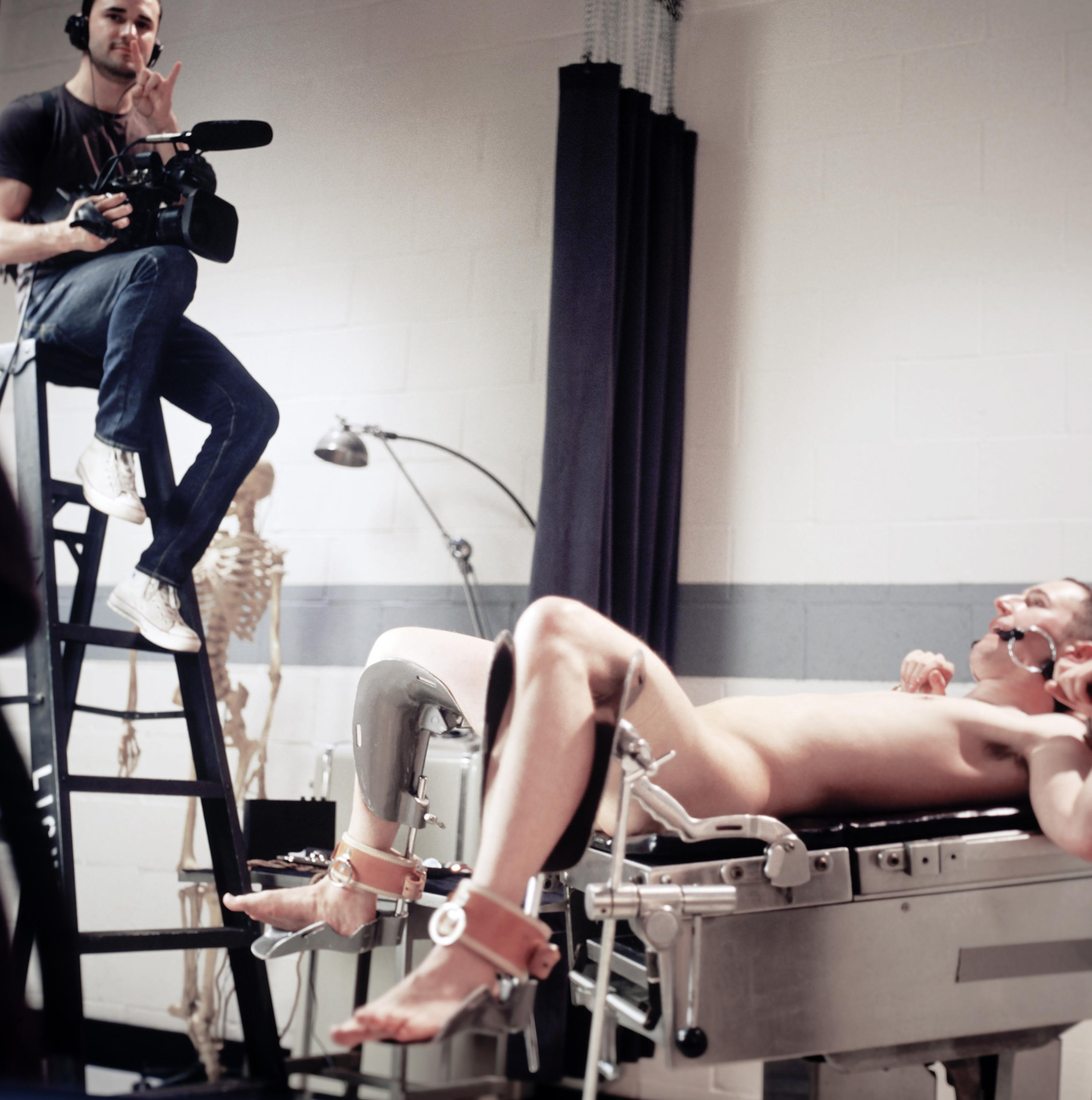
Plateau de tournage d'un film pornographique gay et BDSM

L'industrie se diversifie beaucoup avec plusieurs niche de marché. Les vidéos sont réalisées pour tous les goûts. Les films peuvent se classer suivant les pratiques, les types d'acteurs et le public. Il y a les films SM, fétichistes, transgenres, bear, etc. En France, Jean-Noël René Clair se spécialise dans le fétichisme et les films de « solos » (masturbation).
Les films pornographiques gays ethniques se développent beaucoup. Aux États-Unis, la branche majeure est représentée par les vidéos Latinos, avec des studios comme Kristen Bjorn ou La Mancha Production, ou des acteurs comme Tiger Tyson. En Europe, la compagnie BelAmi ne produit que des films avec de jeunes hommes imberbes. En France, les productions Citébeur popularisent les films autour d'acteurs d'origine maghrébine.

### Années 2000: démocratisation d'internet
L'industrie porno a toujours beaucoup utilisé les nouvelles technologies. Après avoir lancé la VHS et le DVD, les chaînes câblées, c'est internet qui a permis l'envolée du porno avec des sites comme Citébeur qui sont spécialisés sur le sujet.
Cela a aussi permis la diffusion d'auteurs de porno par eux-mêmes : pornographie dessinée Logan par exemple, et aussi la pornographie amateur. On ne compte plus les sites où chacun s'exhibe.
En France, plusieurs sites proposent de l'amateur mais non solo qui démocratisent le mouvement.

## Critiques de la pornographie gay
Le cinéma pornographique gay, de par ses différences avec le cinéma pornographique hétérosexuel, n'a pas fait l'objet des mêmes critiques.
Ne mettant en scène que des hommes, cette industrie ne se rend pas coupable d'exploitation des femmes. Elle n'est donc pas visée par les critiques des féministes. Les hommes sont considérés comme égaux entre eux. Cependant, dans la mesure où des rôles sexuels très figés règlent le jeu dans plusieurs films, on a pu critiquer la valorisation de l'homme actif qui domine l'autre. Depuis les années 1990 cependant, les acteurs des grandes sociétés ont plus tendance à alterner les rôles et à tenir indifféremment le rôle pénétrant ou pénétré (versatility en anglais).
Les scénarios peuvent jouer sur des fantasmes d'agression. Les films SM présentant des pratiques fétichistes (urophilie) ou extrêmes comme le fist-fucking sont critiqués. Certains les acceptent pour la raison que les acteurs sont consentants, mais se méfient des actes violents qui peuvent apparaître. Si les actes sont acceptés, parfois c'est le message idéologique qui est critiqué. Par exemple, le réalisateur canadien Bruce LaBruce se plaît à provoquer en mettant en scène des skinheads gays.
Enfin, après l'apparition du sida, certains studios ont tardé à intégrer les moyens de protection, ou poussé les acteurs à ne pas les utiliser. Les plus critiqués sont ceux qui produisent des films avec des rapports bareback, sciemment non protégés. L'association Act Up-Paris entre autres accuse ces films de participer à l'épidémie.

## Films renommés

### Années 1970
- Boys in the Sand (Wakefield Poole, 1971)

Premier film pornographique gay à avoir un succès public, il a été diffusé dans plusieurs festivals de cinéma.
- The Back Row (Jerry Douglas, 1972)

Premier film d'un réalisateur primé, il figure dans « les 100 plus grands films gay pour adultes jamais réalisés » d'Unzipped Magazine (2005).
- L.A. Plays Itself (Fred Halsted, 1972)

Ce film est gardé dans les archives du Museum of Modern Art de New York.
- Nights in Black Leather (Richard Abel et Peter Berlin, 1973)
- Falconhead (Michael Zen, 1977)

Il figure dans « les 100 plus grands films gay pour adultes jamais réalisés » d'Unzipped Magazine (2005).
- Dune Buddies (Jack Deveau, 1978) Hand in Hand Films

Film d'un important réalisateur de l'époque, tourné à Fire Island,dont des extraits apparaissent dans le film documentaire Gay Sex in the 70s.
Trilogie de Joe Gage :
- - Kansas City Trucking Co. (1976)
  - El Paso Wrecking Corps. (1977)
  - L.A. Tool & Die (1979)
- The Other Side of Aspen 1-5 (Bill Clayton (1-2), John Rutherford (3-5), 1979-2001) Falcon Studios

L'un des 10 grands films gays d'Adult Video News

### Années 1980
- The Bigger The Better (Matt Sterling, 1984)

L'un des 10 grands films gays d'Adult Video News
- Les Minets Sauvages (Jean-Daniel Cadinot, 1984)

L'un des meilleurs films de l'influent réalisateur français.
- My Masters (Christopher Rage, 1986)

Des artistes se sont dits influencés par ce film.
- Powertool (John Travis, 1986)

L'un des 10 grands films gays d'Adult Video News, avec Jeff Stryker
- Big Guns (William Higgins, 1988) Catalina Video

L'un des 10 grands films gays d'Adult Video News
- Carnival in Rio (Kristen Bjorn, 1989)

### Années 1990
- Idol Eyes (Matt Sterling, 1990) Huge Video

Film avec Ryan Idol.
- More of a Man (Jerry Douglas, 1994) All Worlds Video

Film avec Joey Stefano et Chi Chi LaRue dans un rôle non-sexuel.
- Flashpoint (John Rutherford, 1994) Falcon Studios

Il figure dans « les 100 plus grands films gay pour adultes jamais réalisés » d'Unzipped Magazine (2005).
- Frisky Summer 1-4 (George Duroy, 1995-2002) Bel Ami

L'un des 10 grands films gays d'Adult Video News
- Flesh and Blood (Jerry Douglas, 1996) All Worlds Video

L'un des 10 grands films gays d'Adult Video News
- Naked Highway (Wash West, 1997)

Le récit et les qualités esthétiques de ce film en font un exemple représentatif d'une nouvelle génération de réalisateurs. L'un des 10 grands films gays d'Adult Video News
- Three Brothers (Gino Colbert, 1998) Gino Pictures

Il figure dans « les 100 plus grands films gay pour adultes jamais réalisés » d'Unzipped Magazine (2005).
- Descent (Steven Scarborough, 1999) Hot House Entertainment

Vidéo présentant de rares qualités artistiques, elle créa une polémique lorsque le Canada voulut interdire sa distribution.
- Skin Gang (Bruce LaBruce, 1999) Cazzo Film

Film célèbre d'un réalisateur underground, diffusé dans les festivals de cinéma.
- Fallen Angel (Bruce Cam, 1997) Titan Media

Il figure dans « les 100 plus grands films gay pour adultes jamais réalisés » d'Unzipped Magazine (2005).

### Années 2000
- DreamBoy (Max Lincoln, 2003) Eurocreme

Inaugure une série de films du même genre.
- Michael Lucas' Dangerous Liaisons (Michael Lucas, 2005) Lucas Entertainment

Meilleure production de ce réalisateur, vu comme une adaptation de Les Liaisons dangereuses (1782), et un remake de Dangerous Liaisons (1988).
- Dawson's 20 Load Weekend (Paul Morris, 2004) Treasure Island Media

Film controversé pour son utilisation de sexe bareback.
- Wrong Side of the Tracks (Chi Chi LaRue, 2006) Rascal Video

Le plus long film d'un réalisateur célèbre à la carrière prolifique.
- Wet Palms Season One (Matthew Moore, 2004-06) Jet Set Productions

Réalisé pour la distribution en ligne, sur le modèle des soap operas.
- Tranny and Me The Series (Patrik Mizer, 2004-06) Riverside Productions

Film sur les relations sexuelles d'un travesti.
- Jonathan K, the Legend (Roger Ride, 2007) FBB Productions

Film sur un homosexuel dans un club hardcore.

## Récompenses
- Adult Erotic Gay Video Awards
- GayVN Awards
- PinkX Gay Video Awards